# Recherche dans l'intérêt des familles
Pour les articles homonymes, voir RIF.
 (juillet 2013).
Si vous disposez d'ouvrages ou d'articles de référence ou si vous connaissez des sites web de qualité traitant du thème abordé ici, merci de compléter l'article en donnant les références utiles à sa vérifiabilité et en les liant à la section « Notes et références ».
Une recherche dans l'intérêt des familles (RIF) est une ancienne procédure administrative française grâce à laquelle une personne signalait être sans nouvelle d'une ou de plusieurs personnes majeures apparentées, et souhaitait la ou les retrouver dans son intérêt propre. L'enquêteur ne pouvait donc communiquer les nouvelles coordonnées de la ou des personnes disparues sans leur accord.
Dans certains cas, cette requête permettait d'avoir a posteriori un premier acte de procédure dans un dossier d'instruction de disparition.
Organisée par la circulaire ministérielle n° 83-52 du 21 février 1983 et abrogée le 26 avril 2013 , elle était généralement mise en œuvre par le remplissage du formulaire Cerfa n°12815*01.

## Caractéristiques

### Le dépôt de la requête
La requête devait respecter des conditions de forme et de fond.

#### Les conditions de fond
La requête devait être déposée par personne majeure dans le but de retrouver un membre majeur de sa famille, disparu dans des conditions non inquiétantes. La requête devait être motivée par un « intérêt de famille », c'est-à-dire généralement en vue de « l'accomplissement de certaines formalités ou pour renouer des relations ».
La demande devait donc répondre à des conditions quant à son auteur, et son motif.

##### L'auteur de la demande
L'auteur devait être une personne majeure (au moins 18 ans) ayant un lien de famille avec le recherché. 
Ce lien peut être d'alliance (par mariage) ou de filiation. Si la notice de la Direction de l'information légale et administrative précise que le lien doit être de « proche parenté ou d'alliance avec la personne recherchée », cette condition n'avait pas été prévue dans la circulaire. La notion de « proche parenté » n'étant pas définie (ni même utilisée) par le droit français, on peut considérer que cette précision avait pour unique utilité de limiter les recherches aux personnes avec qui des liens ont été entretenus et non pas de lancer une recherche généalogique. 
La formalité de la requête pouvait être déléguée à « une personne légalement mandatée à cet effet » (avocat, notaire par exemple). 

##### Le motif de la demande
Le motif devait être une disparition non inquiétante et un intérêt de famille.

#### Les conditions de forme
La requête pouvait être adressée[réf. nécessaire] au « commissariat de police ou à la brigade de gendarmerie de son domicile [...] mais aussi en préfecture ou en sous-préfecture ». Celle-ci était réalisée en remplissant une « notice individuelle recherche dans l'intérêt des familles - personnes majeures » ou formulaire Cerfa n°12815*01 (lire en ligne)

### Les suites de la requête
Les services de police et de gendarmerie étaient libres de lancer ou non une enquête, en fonction des éléments apportés à leur connaissance.

## Abrogation
La procédure, créée après la Première Guerre mondiale, a été supprimée en avril 2013 via une circulaire du ministère de l'Intérieur. Cette circulaire invoque la baisse du nombre de requêtes et l'augmentation de la proportion de celles sortant du cadre juridique prévu. Le ministère recommande aux dépositaires de l'autorité publique d'orienter les administrés vers internet.
Cette abrogation a été critiquée entre autres par l'association Aide aux parents d'enfants victimes (ADEV), qui a estimé qu'elle desservait l'intérêt des personnes souhaitant se séparer de leur famille, et par Stéphane Bourgoin, pour lequel elle devrait retarder le déclenchement d'enquêtes sur des disparitions inquiétantes.

### Webographie
- DILA, « Recherche dans l'intérêt des familles », 8 avril 2011, in Service-public.fr, http://vosdroits.service-public.fr/particuliers/F1193.xhtml